# Game Boy Printer
Game Boy Printer znany w Japonii jako Pocket Printer (ポケットプリンタ Poketto Purintā?) jest drukarką termiczną sprzedawaną jako akcesorium do konsoli Game Boy przez Nintendo od 1998 roku. Produkcję tego akcesorium zakończono w 2003 roku. Drukarka jest kompatybilna ze wszystkimi modelami Game Boy z wyjątkiem modelu Micro. Drukarka ta jest przystosowana do użycia z akcesorium Game Boy Camera.